# 杨雁盛
杨雁盛（1988年1月5日—），山东滨州人，中国撑杆跳高运动员，他在该项目室内和室外分别均以个人最好成绩5.80米和5.75米为全国纪录保持者。
他生于中国山东省滨州。他在2005年世界青年锦标赛上赢得金牌，随后在中华人民共和国第十届运动会上落后于刘飞亮，夺得银牌。他参加高一年龄段的赛事，赢得亚洲青年田径锦标赛，又赢得2006年世界青年锦标赛的银牌。同年，他落后于日本人泽野大地，夺得2006年亚洲室内田径锦标赛银牌，并夺得2006年亚洲运动会铜牌。
2009年，他以5.35米的高度赢得全国冠军。他在中华人民共和国第十一届运动会上代表本地区赢得铜牌。5.40米的成绩使他拿下2009年亚洲室内运动会银牌。
他随后参加2010年世界室内锦标赛，未进入决赛。但他在国家级赛事仍表现优秀，与8月在济南以创下中国纪录的5.75米赢得冠军。这也保证他被选参加亚洲运动会。他在2010年亚洲运动会上夺得冠军。他还在2010年国际田联洲际杯上为亚洲夺得第五名。
他在2011赛季的最好成绩是在合肥取得的5.60米。他在2011年亚洲田径锦标赛上夺得铜牌。次年他表现更好，夺得2012年亚洲室内田径锦标赛，然后在上海以5.65米赢得第一场国际田联钻石联赛。他被选参加2012年伦敦奥运会，但未能通过资格赛阶段。他以5.70米赢得全国冠军的成绩结束自己的赛季。
2013年初，他在德国PSD银行运动会创下5.80米的全国室内纪录。在室外赛季他在国际田联世界田径挑战赛北京站夺得第三。2014年，他在世界室内锦标赛上列第九。

## 外部連結
- 杨雁盛在的頁面